# Mordellistena maroccana
Mordellistena maroccana is een keversoort uit de familie spartelkevers (Mordellidae). De wetenschappelijke naam van de soort is voor het eerst geldig gepubliceerd in 1966 door Ermisch.